# Andy Cunningham
Ne doit pas être confondu avec Andrew Cunningham.
Pour les articles homonymes, voir Cunningham.
Andrew Cunningham, couramment appelé Andy Cunningham, est un footballeur international puis entraîneur écossais, né le 30 janvier 1890, à Galston, East Ayrshire et décédé le 8 mai 1973 . Évoluant au poste d'avant-centre, il est particulièrement connu pour ses saisons aux Rangers et pour avoir entraîné Newcastle United. Il fait partie du Rangers FC Hall of Fame.
Il compte 12 sélections pour 5 buts inscrits en équipe d'Écosse.

## Biographie

### Carrière en club
Natif de Galston, East Ayrshire, il est formé à Newmilns FC avant de signer pour Kilmarnock en 1909. Après avoir joué six saisons au Rugby Park, il est transféré aux Rangers en 1915.
Avec son nouveau club, il remporte 8 titres de champion d'Écosse et joue lors de la fameuse finale de la Coupe d'Écosse de 1928, au cours de laquelle les Rangers battent leur grand rival du Celtic 4-0, pour remporter leur première Coupe depuis 25 ans.
En 1928, il s'engage pour le club anglais de Newcastle United, devenant le plus vieux joueur à faire ses débuts en championnat anglais à 38 ans. À partir de 1930, il prend un poste de joueur-entraîneur avant de devenir uniquement entraîneur dès la saison suivante.
Il remporte la FA Cup en 1932 en battant Arsenal 2-1 en finale mais son équipe se voit reléguée en deuxième division après la saison 1933-34. Il quitte son poste la saison suivante et devient entraîneur du club écossais de Dundee entre 1937 et 1940. 
Après avoir quitté le monde du football, il devient journaliste spécialisé dans le sport, après la Seconde Guerre mondiale.

### Carrière internationale
Andy Cunningham reçoit 12 sélections en faveur de l'équipe d'Écosse. Il joue son premier match le 13 mars 1920, pour une victoire 3-0, au Celtic Park de Glasgow, contre l'Irlande en British Home Championship, match au cours duquel il inscrit son premier but. Il reçoit sa dernière sélection le 2 avril 1927, pour une défaite 1-2, à l'Hampden Park de Glasgow, contre l'Angleterre en British Home Championship. Il inscrit 5 buts lors de ses 12 sélections, dont l'un lors de son premier match.
Il participe avec l'Écosse aux British Home Championships de 1920 à 1924, puis ceux de 1926 et 1927.

#### Buts internationaux
| no | Date            | Lieu                  | Adversaire | Score final | Compétition               |
| -- | --------------- | --------------------- | ---------- | ----------- | ------------------------- |
| 1  | 13 mars 1920    | Celtic Park, Glasgow  | Irlande    | 3-0         | British Home Championship |
| 2  | 9 avril 1921    | Hampden Park, Glasgow | Angleterre | 3-0         | British Home Championship |
| 3  | 14 avril 1923   | Hampden Park, Glasgow | Angleterre | 2-2         | British Home Championship |
| 4  | 1er mars 1924   | Celtic Park, Glasgow  | Irlande    | 2-0         | British Home Championship |
| 5  | 25 février 1926 | Ibrox Park, Glasgow   | Irlande    | 4-0         | British Home Championship |

## Palmarès

### Comme joueur
- Rangers :
  - Champion d'Écosse en 1917-18, 1919-20, 1920-21, 1922-23, 1923-24, 1924-25, 1926-27 et 1927-28
  - Vainqueur de la Coupe d'Écosse en 1928
  - Vainqueur de la Glasgow Cup en 1922, 1923, 1924 et 1925
  - Vainqueur de la Glasgow Merchants Charity Cup en 1919, 1923, 1925 et 1928

### Comme entraîneur
- Newcastle United :
  - Vainqueur de la FA Cup en 1932

- Dundee :
  - Vainqueur de la Forfarshire Cup (en) en 1938